# Раазику (волость)
Ра́азику (эст. Raasiku) — волость на северо-западе Эстонии в уезде Харьюмаа. Административный центр — посёлок Арукюла.

## География

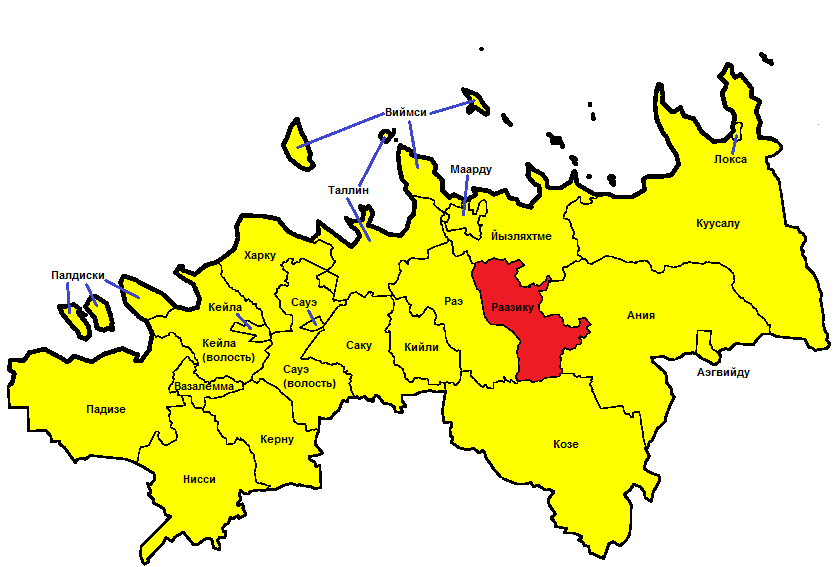
Волость Раазику на карте уезда Харьюмаа

Расположена к северо-востоку от Таллина. На севере граничит с волостью Йыэляхтме, на востоке с волостью Ания, на юге с волостью Козе, на западе с волостью Раэ. Через волость проходит среднее течение реки Йыэляхтме. На территории волости находится часть заповедника Параспыллу.
Площадь волости — 158,95 км2, плотность населения в 2020 году составила 31,8 человека на 1 км2.
Площадь возделываемой земли составляет 32,3 % (5130 га), лесов — 40,9 % (6500 га), природных лугов — 23,1 % (3670 га).
Заселённость неравномерная и в основном концентрируется в северной части волости. В двух самых больших населённых пунктах волости — посёлках Арукюла и Раазику — в 2019 году проживало 68,8 % от общего числа жителей волости.

## Население
По данным Регистра народонаселения, по состоянию на 1 января 2020 года в волости были зарегистрированы 5073 жителя.
В 2018 году удельный вес людей в возрасте 60 лет и больше составил 20,5% от общего числа жителей волости, это ниже среднего по Эстонии. Людей с ограниченными возможностями и особыми потребностями в 2018 году насчитывалось 353 человека, из них детей — 43.

## Населённые пункты
В составе волости 2 посёлка и 13 деревень.

Посёлки: Арукюла, Раазику.

Деревни: Игавере, Калеси, Кивилоо, Кулли, Кургла, Маллавере, Пенинги, Перила, Пикавере, Рятла, Тыхелги, Хярма, Ярси.

## Статистика
Данные Департамента статистики о волости Раазику:

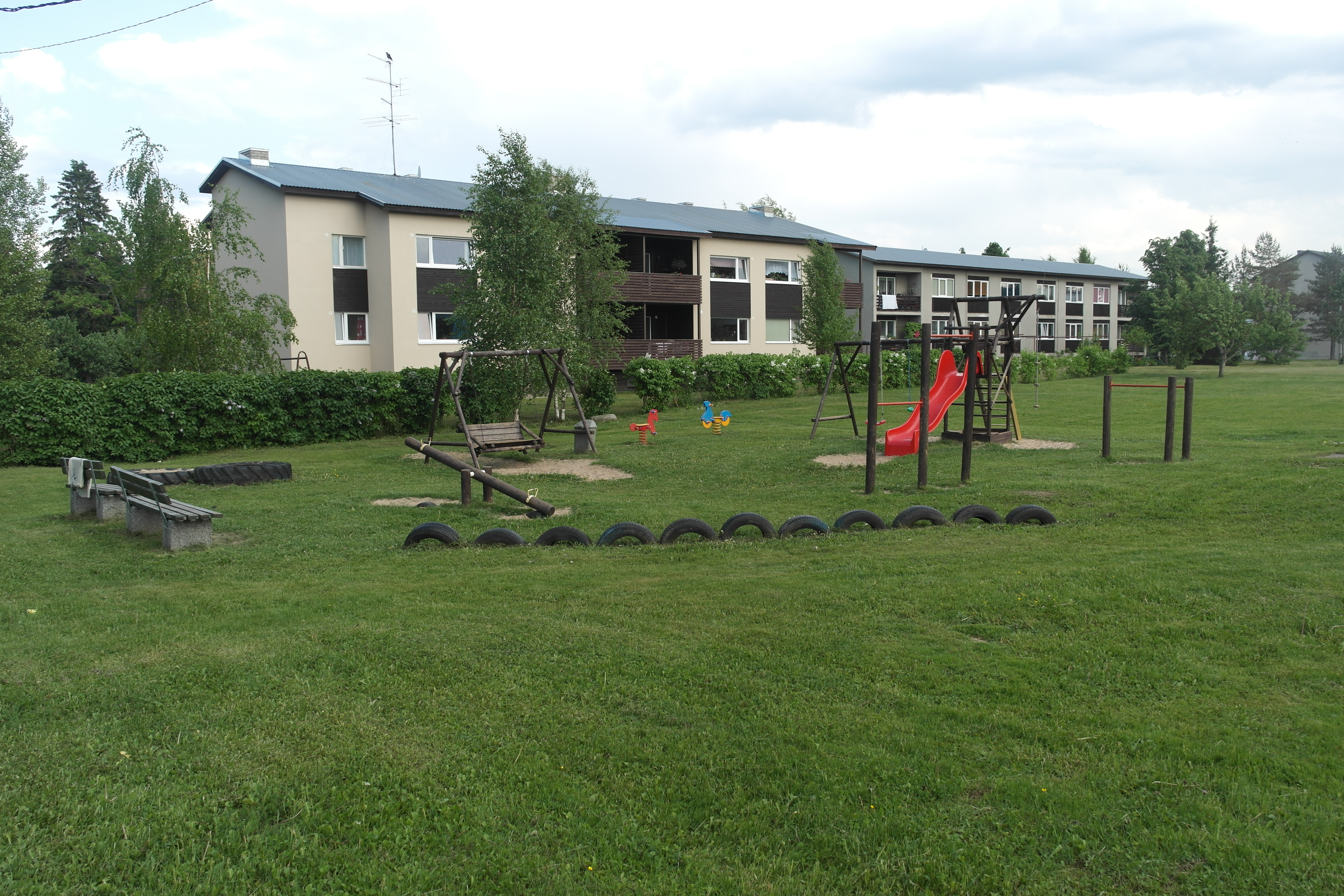
Посёлок Арукюла

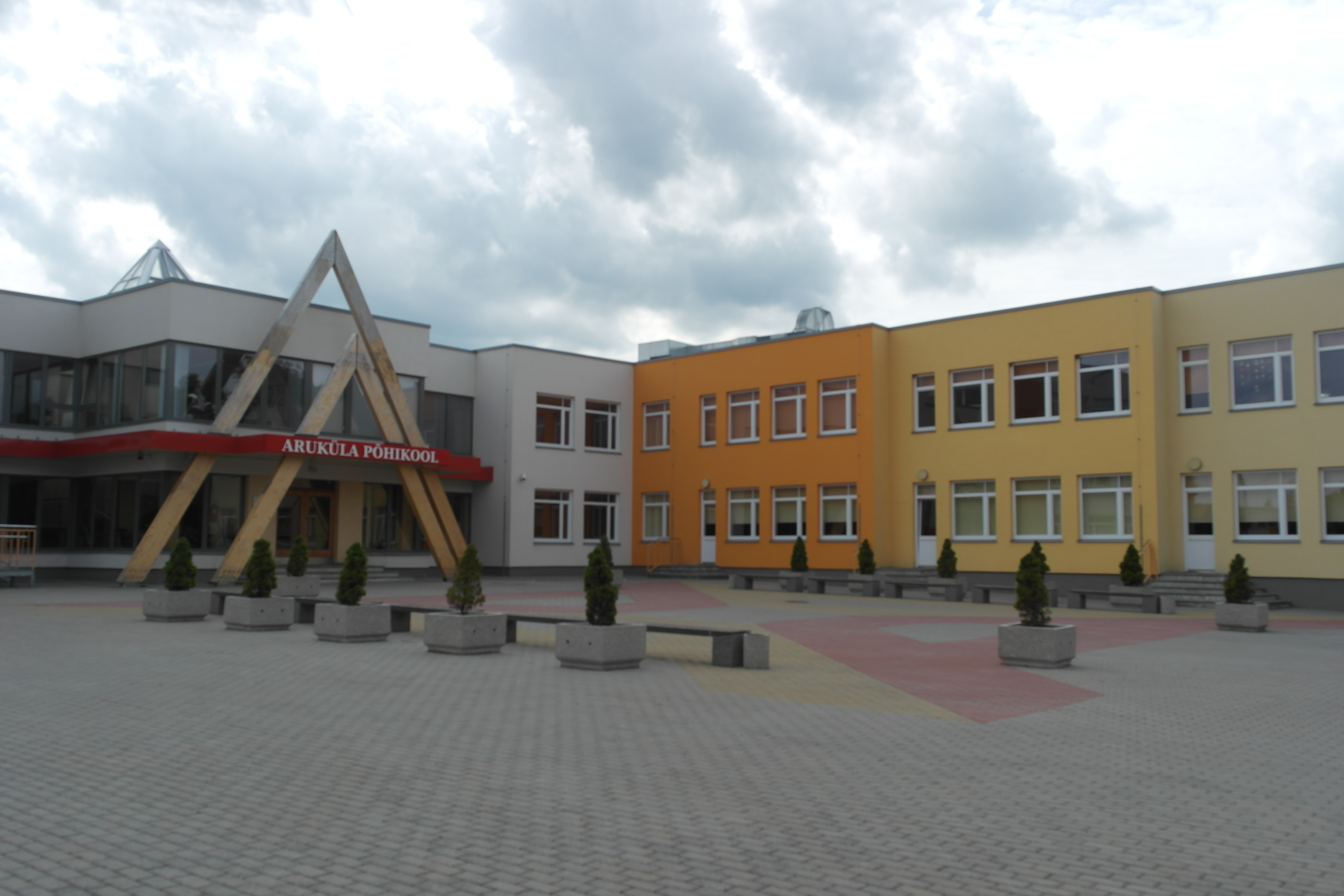
Школа Арукюла

Число жителей на 1 января каждого года:
| Год     | 2016 | 2017   | 2018   | 2019   | 2020   | 2021   | 2022   |
| ------- | ---- | ------ | ------ | ------ | ------ | ------ | ------ |
| Человек | 4625 | ↗ 4997 | ↘ 4990 | ↗ 5006 | ↗ 5050 | ↗ 5138 | ↘ 5114 |

Число рождений:
| Год           | 2016 | 2017 | 2018 | 2019 | 2020 |
| ------------- | ---- | ---- | ---- | ---- | ---- |
| Живорождённых | 46   | ↗ 69 | ↘ 61 | ↗ 70 | ↘ 60 |

Число смертей:
| Год     | 2016 | 2017 | 2018 | 2019 |
| ------- | ---- | ---- | ---- | ---- |
| Умерших | 47   | ↘ 45 | ↗ 52 | ↗ 65 |

Зарегистрированные безработные:
| Год     | 2016 | 2017 | 2018 | 2019 | 2021 (август) |
| ------- | ---- | ---- | ---- | ---- | ------------- |
| Человек | 54   | ↗ 76 | ↗ 81 | ↗ 97 | ↗ 133         |

Средняя брутто-зарплата работника:
| Год  | 2016     | 2017       | 2018       | 2019       | 2020       |
| ---- | -------- | ---------- | ---------- | ---------- | ---------- |
| Евро | 1 196,83 | ↗ 1 270,48 | ↗ 1 350,09 | ↗ 1 440,80 | ↗ 1 498,20 |

В 2019 году волость Раазику занимала 11 место по величине средней брутто-зарплаты среди 79 муниципалитетов Эстонии.
Число учеников в школах:
| Год     | 2016 | 2017  | 2018  | 2019  |
| ------- | ---- | ----- | ----- | ----- |
| Человек | 630  | ↗ 682 | ↗ 745 | ↗ 748 |

## Жилая среда
По данным Департамента полиции за 2015 год, волость Раазику относилась к регионам с низким уровнем преступности в Эстонии.
Осенью 2017 года был проведён опрос жителей волости, на который ответили 1967 человек. На вопрос о том, насколько довольны они жизнью в волости Раазику, ответы распределились следующим образом:
- очень довольны — 14 %,
- довольны — 65 %,
- недовольны — 15 %,
- не смогли дать оценку — 5 %,
- не ответили на вопрос — 1 % от общего числа приславших ответы на опрос[4].

## Экономика
Крупнейшие работодатели волости по состоянию на 30 июня 2020 года:

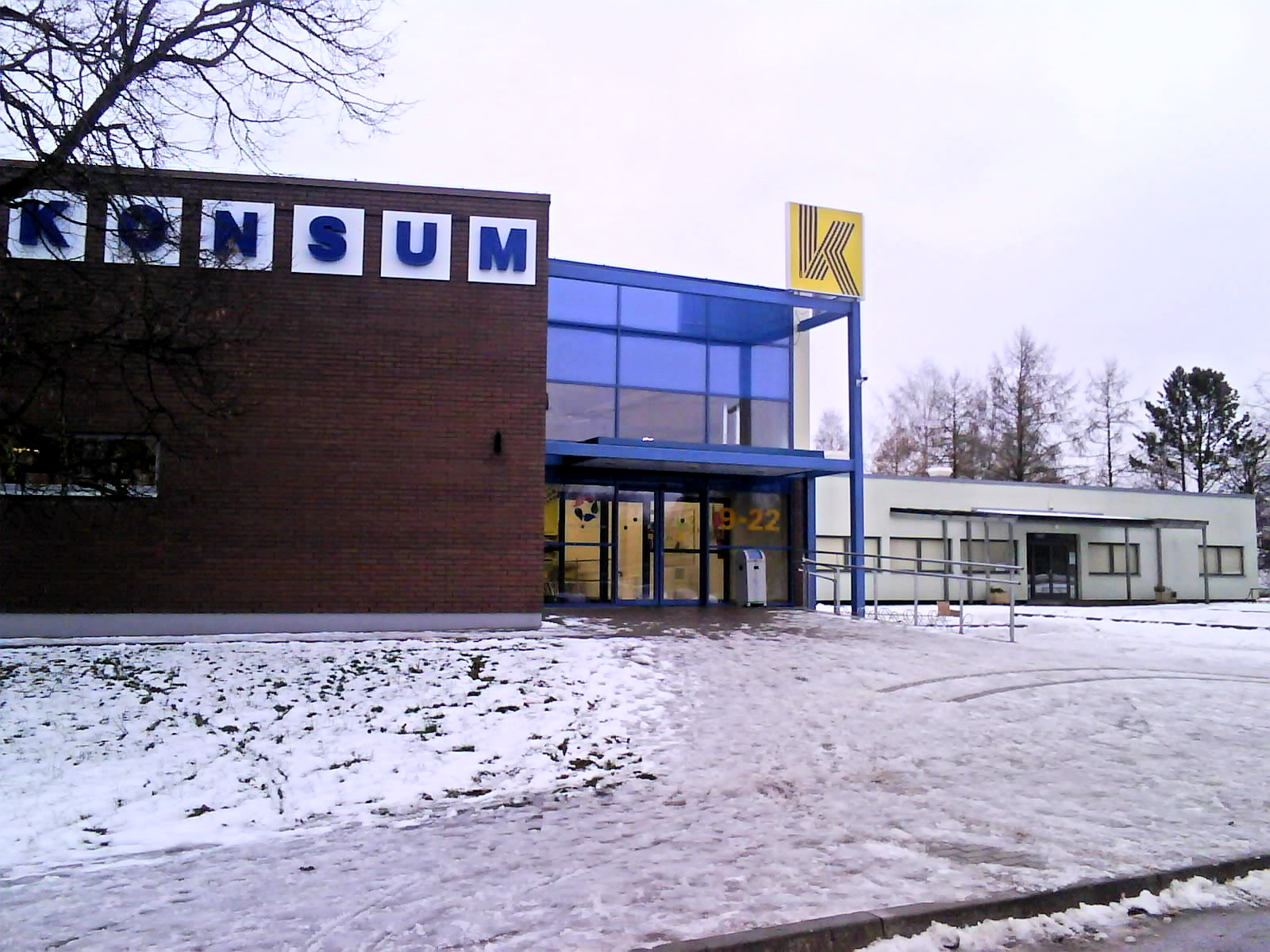
Магазин в посёлке Раазику

| Предприятие/организация    | Вид деятельности                                   | Численность работников |
| -------------------------- | -------------------------------------------------- | ---------------------- |
| Mistra-Autex AS            | Производство ковров и ковровых изделий             | 255                    |
| Aave Transport OÜ          | Грузоперевозки по шоссе                            | 69                     |
| Falkonet Metall OÜ         | Производство мебели                                | 66                     |
| Волостная управа Раазику   | Орган государственного управления                  | 59                     |
| Tüdrukud OÜ                | Организация общественного питания                  | 58                     |
| Makron Estonia OÜ          | Обработка металлов и нанесение покрытий на металлы | 49                     |
| Aruküla Lasteaed Rukkilill | Детский сад                                        | 46                     |

## Известные личности
В волости родились:
- Карл Фёдорович Багговут (1761—1812) —  генерал-лейтенант русской армии, герой наполеоновских войн.
- Андрей Афанасьевич Егоров (1878—1954) — художник, заслуженный деятель искусств Эстонской ССР, основатель Эстонского общества глухих[12];
- Густав Эрнесакс (1908—1953) — композитор, хоровой дирижер, народный артист СССР.

## Галерея

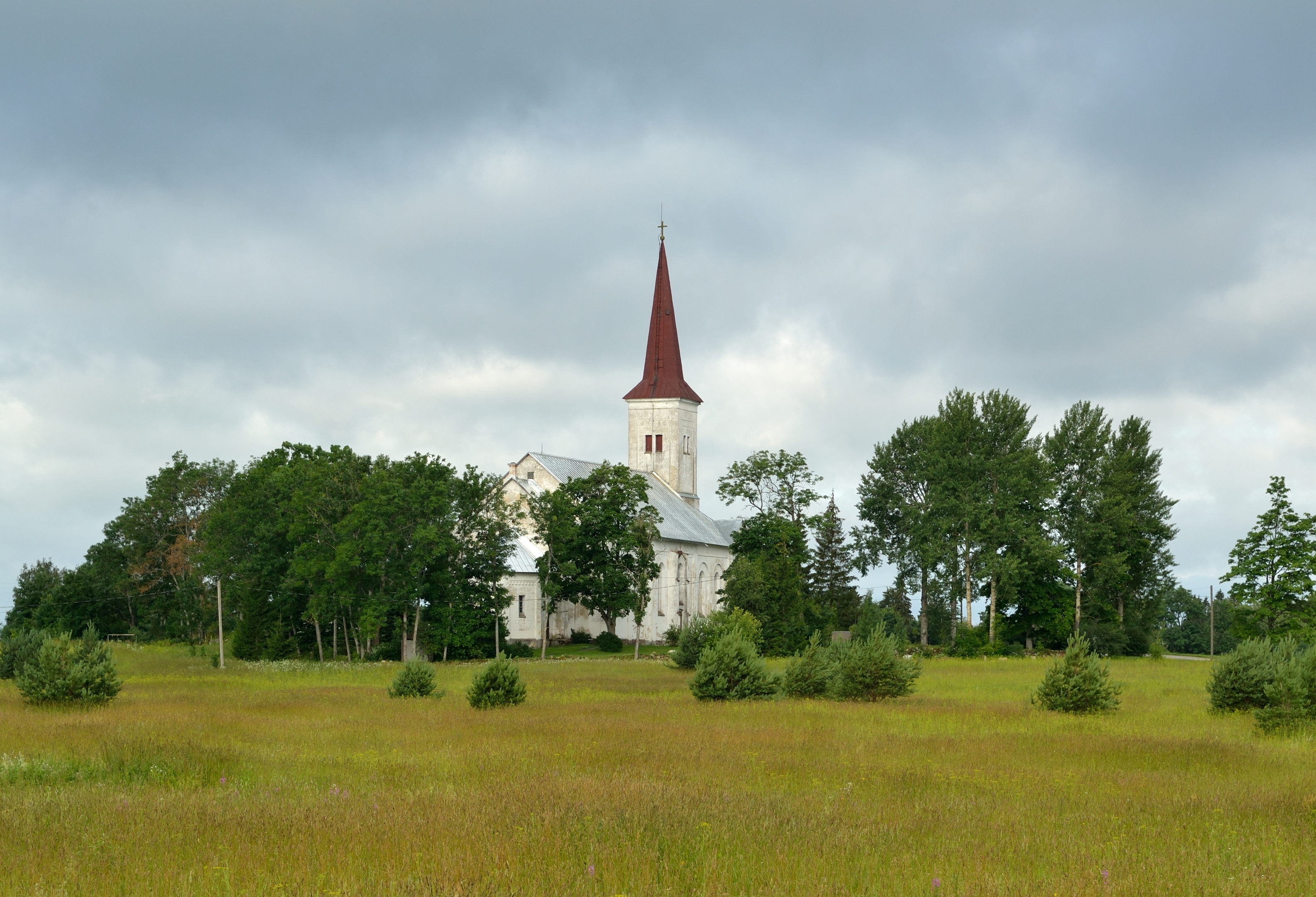
Церковь Харью-Яани
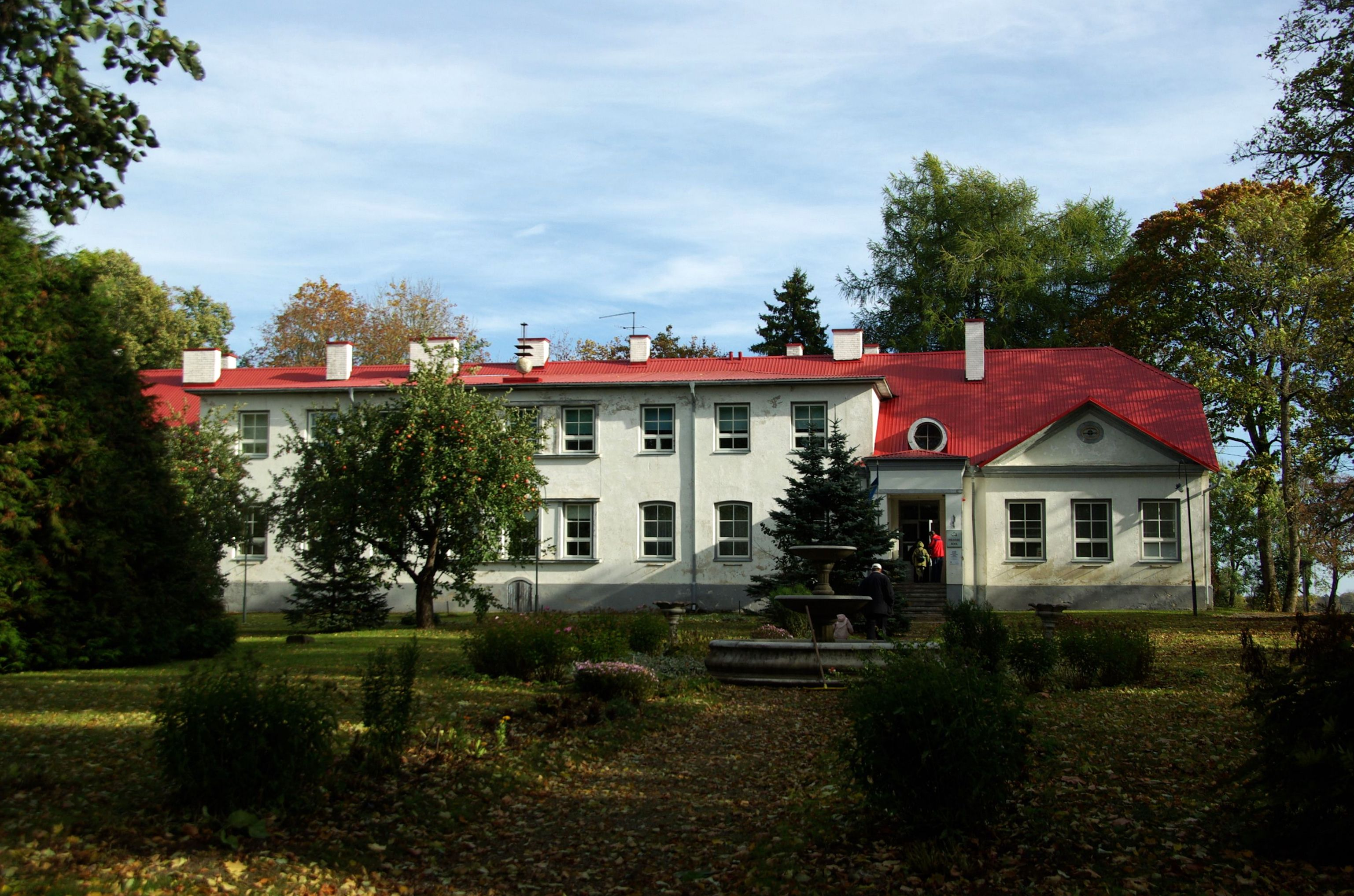
Мыза Пикавере
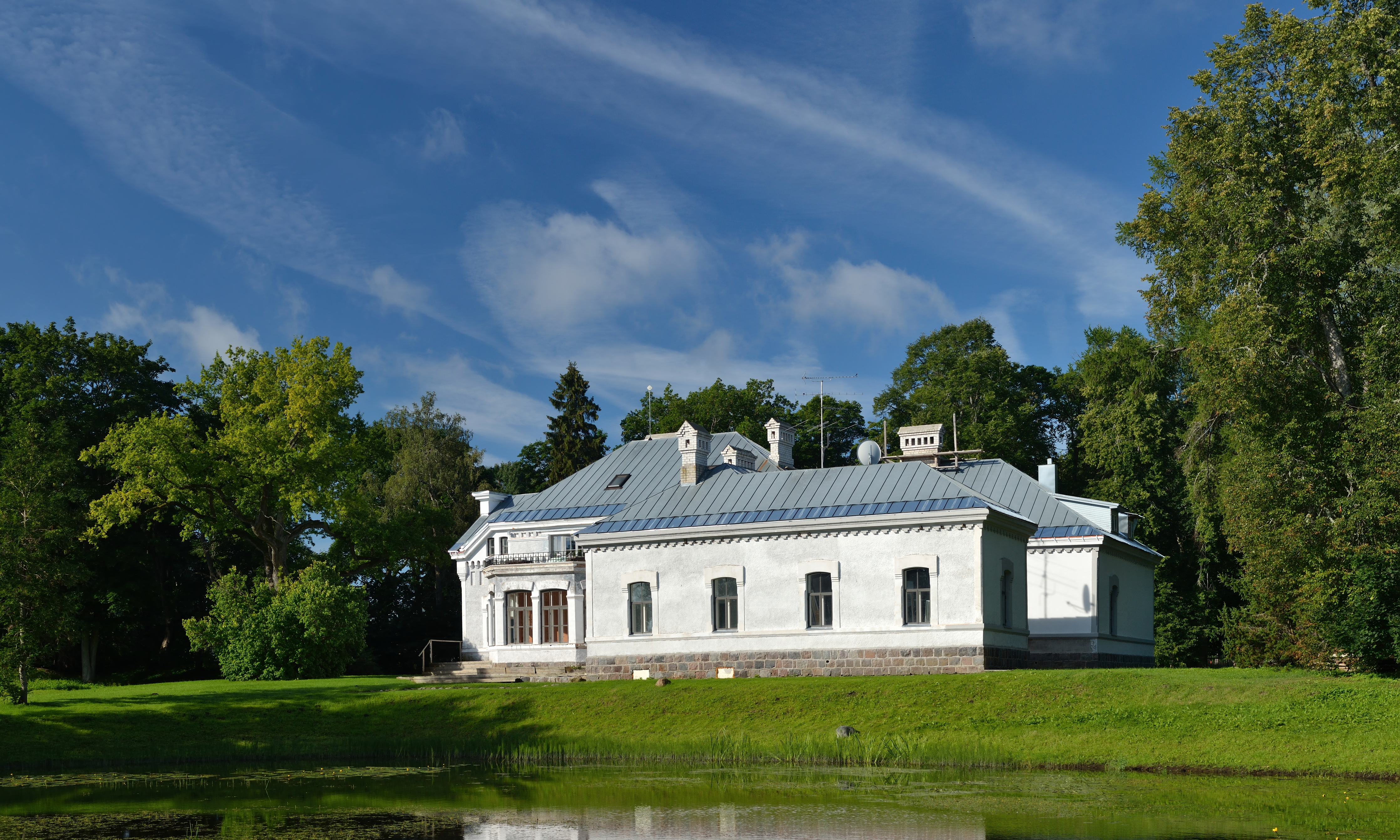
Мыза Кивилоо
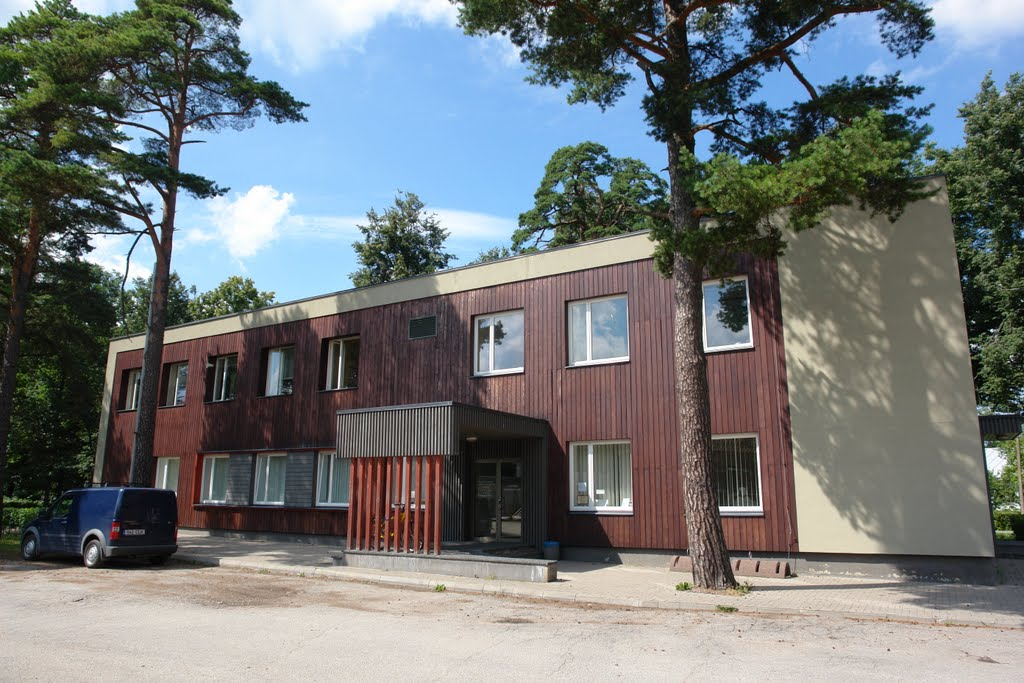
Библиотека Арукюла
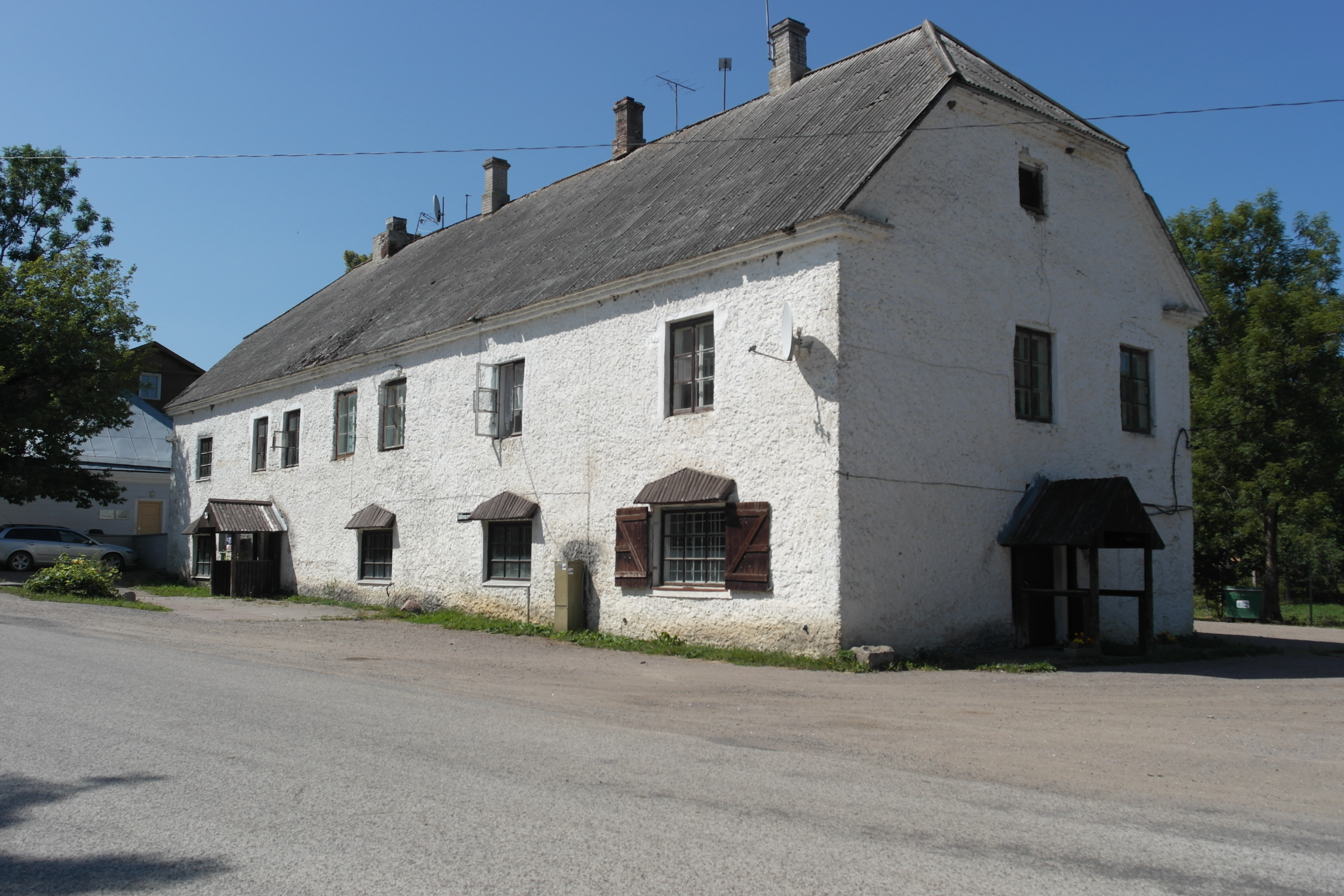
Старинный дом на Таллинском шоссе в Арукюла